# Roland Gohlke
Roland S. Gohlke (* 29. November 1929 in Alpena (Michigan); † 9. November 2000 in Port Charlotte) war ein Pionier der Massenspektrometrie.

## Leben und Wirken
Gohlke schloss 1952 mit einem M.Sc. das Studium an der University of Michigan ab. In den Folgejahren wurde von Gohlke und Fred McLafferty bei Dow Chemical das erste Mal ein Massenspektrometer als Detektor für eine Chromatographie-Methode eingesetzt. Beide koppelten dabei einen Gaschromatographen mit einem Massenspektrometer. Durch diese Methode konnten das erste Mal Substanzgemische in einer Anlage getrennt und identifiziert werden. Gohlke entwickelte bei Dow zusammen mit Horst Langer auch die Kopplung Differentialthermoanalyse (englisch differential scanning calorimetry) mit der Massenspektrometrie. Zusammen mit McLafferty entwickelte er erste MS-Spektrenbibliotheken für die Massenspektrometrie. Gohlke war von 1968 bis 1970 beim Massenspektrometerhersteller Finnigan Instruments an der Entwicklung des Finnigan 3000 beteiligt. Anschließend wechselte er in den Massenspektrometriebereich von Eastman Kodak und ging 1987 in den Ruhestand.
Er war verheiratet mit Jeane Anderson und hatte vier Kinder.

## Ehren und Auszeichnungen
- 2019 Die American Chemical Society  ein National Historic Chemical Landmark[6] anerkennung für Gohlke and McLafferty für die Erstellung der ersten funktionierenden GC-MS in Midland, Michigan.